# 劉震雲
劉 震雲（リュウ・チェンユン、1958年5月 - ）は、中華人民共和国の小説家。代表作に小説『一句頂一万句』。現職は中国作家協会全国委員会委員、北京市青連委員。政府から中国国家一級作家に認定されている。

## 略歴
1958年5月、河南省延津県に生まれた。
1973年、中国人民解放軍に入隊。1973年から78年まで中国人民解放軍の兵役に就く。
1978年に河南省の全国普通高等学校招生入学考試で文科首席（高考状元）となり、北京大学中国語学科に入学し、1982年7月に卒業。卒業後は『農民日報』の編輯となった。同年に執筆活動を開始した。
1988年、北京師範大学で中国文学を学んだあと、魯迅文学院に進学。
2011年8月には『一句頂一万句』で中国長編小説を対象とした中国文学界で最も栄誉がある賞の一つである「茅盾文学賞」(第8回)を受賞している。

## 人物紹介
大学時代の劉震雲の頭の中は文学のことでいっぱいで、「現代の魯迅」になることを志した。卒業した際に、中国共産党の中央組織に所属するか、『農民日報』に行くことだった。両親が反対する中、彼は『農民日報』に行くことを固く決心した。
世の中に楽な道は少ない。特に文筆業、当時の劉震雲もその一人だった。夏は腕を出して、書きながら汗は首を伝って流れ、原稿はボツになり続け、それだけでダンボール三つ分は詰められた。毎日夜中の2・３時まで夜更かしして、次の日は朝早くから娘を託児所に送り、仕事に向かう、黒く焼けて痩せ細かった。郭建梅は何度も諦めるように言ったが、彼は「安心して、必ず成功してみせる！」と。　1982年から創作を始め、1987年まで、彼はようやく『人民文学』で連続的に文章を発表した。『塔鋪』『頭人』『単位』『一地鶏毛』『温故一九四二』…彼はやっと大作家になれたのである。　そのあと王朔の紹介で、劉震雲は自分と同じように文学を好む馮小剛と出会う。1993年、王朔の家で劉震雲と王朔、馮小剛は古今東西を語り合い、夜を明かした。
次の年、馮小剛と王朔、彭暁林は一緒に「好夢公司」を作った。脚本は劉震雲、監督は馮小剛、主演は陳道明・徐帆による『一地鶏毛』がクランクインされ、その会社が最初に公開したドラマになり、劉震雲は脚本家の道を歩み始めた。
劉震雲は自分がシンプルな人、うまい汁を吸わない人、口数が少ない人だと評価する。元『南方週末』の記者張英は「彼はよくないと思う部分を全て隠して、世俗的な姿や態度でメディアの前に現れる。特に脚本家になってからはある話し方を身につけた。」彼は人に対する警戒心が強い。彼の学友であった李書磊は随筆に中で「学生時代から、劉震雲は測り知らない大人っぽさがあった…」と書いた。

## 作品

### 長篇小説
- 『故郷天下黄花』、1991年8月、中国青年出版社
- 『故郷相處流伝』、1993年3月、華芸出版社
- 『故郷麵和花朵』、1998年9月、華芸出版社
- 『一腔廢話』、2002年1月、中国工人出版社
- 『手機』（『ケータイ』）、2003年12月、長江文芸出版社
- 『我叫劉躍進』（『盗みは人のためならず』）、2007年11月、長江文芸出版社
- 『一句頂一万句』、2009年3月、長江文芸出版社
- 『我不是潘金蓮』（『わたしは潘金蓮じゃない』）、2012年8月、長江文芸出版社
- 『吃瓜時代的児女們』（『ネット狂詩曲』）、2017年11月、長江文芸出版社

### 中短篇小説集
- 『塔鋪』、1989年1月、作家出版社
- 『官場』、1992年5月、華芸出版社
- 『一地鶏毛』、1992年6月、中国青年出版社
- 『官人』、1992年12月、長江文芸出版社

### 脚本
- 『一地鶏毛』、1995年1月1日
- 『手機』、2003年12月18日
- 『我叫劉躍進』、2008年1月18日
- 『我叫劉躍進』、2010年8月13日
- 『1942』、2012年11月29日

### 日本語訳
- 『温故一九四二』、劉燕子訳、中国書店、2006年
- 劉震雲 劉燕子訳 (2009). 『ケータイ』. 桜美林大学北東アジア総合研究所. ISBN 9784904794005
- 劉震雲 水野衛子訳 (2015年11月). 『盗みは人のためならず』. 彩流社. ISBN 9784779121852
- 劉震雲 劉燕子訳 (2016年1月). 『人間の条件1942: 誰が中国の飢餓難民を救ったか』. 集広舎. ISBN 9784904213377
- 劉震雲 水野衛子訳 (2016年8月). 『わたしは潘金蓮じゃない』. 彩流社. ISBN 9784779122521
- 劉震雲 水野衛子訳 (2017年8月). 『一句頂一万句』. 彩流社. ISBN 9784779123818
- 劉震雲 水野衛子訳 (2018年8月). 『ネット狂詩曲』. 彩流社. ISBN 9784779125096
- 劉震雲 水野衛子訳 (2022年12月). 『一日三秋』. 早川書房. ISBN 9784152101952

## 受賞
1987年、『塔鋪』、1987年全国優秀短篇小説賞、1987年『人民文学』優秀短篇小説賞。
『一地鶏毛』、1990年『中篇小説選刊』優秀作品賞。
1993年、荘重文文学賞。
『一句頂一万句』、2009年人民文学賞、2011年第八回茅盾文学賞。
『一九四二』、第十三回華語伝媒大賞最佳編劇賞、第29回中国映画金鶏賞最佳劇本改編賞。
2016年1月29日、第四十七回カイロ国際ブックフェアにて、エジプト文化省より「エジプト文化最優秀栄誉賞」が授与され、彼の作品がエジプト及びアラブ世界に多大な影響を与えたことを称え、表彰された。
2018年4月13日、フランス文化省はフランス語世界に与えた影響と中国･フランスの文化交流推進への貢献に感謝して、「フランス共和国芸術文化勲章シュヴァリエ」を授与した。

## 映像化

### 映画
- 『手機』(2003年)
- 『我叫劉躍進』(2008年)
- 『一九四二』(2012年)
- 『わたしは潘金蓮じゃない』我不是潘金蓮 (2016年)
- 『話があるんだ。』一句頂一万句 (2016年)

### テレビドラマ
- 『我叫劉躍進』(2010年)
- 『為了一句話』(2015年)